# Аладжов, Стефан
Стефан Атанасов Аладжов (болг. Стефан Атанасов Аладжов; род. 18 октября 1947, София) — болгарский футболист. Заслуженный мастер спорта БНР (1973).

## Карьера
Начал профессиональную карьеру в столичном «Спартаке», за который в течение 2 лет сыграл 10 матчей. Сезон 1966/1967 провёл в клубе из Второго дивизиона Болгарии, «Сливен». Следующем клубом был «Левски», в котором Стефан профёл основную часть своей карьеры, 13 сезонов. За «Левски»: 368 матчей в национальном чемпионате, 65 матчей в национальном кубке, 40 матчей в еврокубках. Закончил карьеру в сезоне 1981/1982 за «Спартак» из Варны.
За сборную Болгарии Аладжов провёл 30 матчей и забил 1 мяч. Был в составе сборной на двух чемпионатах мира: 1970 и 1974

## Достижение

### Клубные
- Чемпион Швеции: 1967–68, 1969–70, 1973–74, 1976–77, 1978–79
- Обладатель Кубка Швеции: 1969–70, 1970–71, 1975–76, 1976–77, 1978–79

### Индивидуальные
- Рекордсмен «Левски» по количеству проведенных официальных матчей[3]
- Футболист года в Болгарии: 1970